# Jan L. J. Hulselmans
Jan Lambertus Joseph Hulselmans (* 4. Juli 1937) ist ein belgischer Zoologe. Zu Beginn seiner Karriere widmete er sich der Herpetologie und der Insektenkunde, später verstärkt den Säugetieren des Sub-Sahara-Afrikas.

## Leben
1955 schrieb sich Hulselmans an der Universität Gent ein, wo er 1963 das Lizenziat in Zoologie erwarb. Nach einem Doktoratsstudium ab 1966 an der Universität Antwerpen wurde er 1975 mit der Dissertation Bijdrage tot de systematiek van de Afrikaanse Bufonidae: morfologische en biostatistische studie van Bufo regularis Reuss en aanverwante soorten (Amphibia, Anura) zum D.Sc. promoviert. Von 1966 bis zu einer Emeritierung im Jahr 1999 war er Professor und wissenschaftlicher Mitarbeiter an der Universität Antwerpen, wo er Mitglied der EVECO, der Arbeitsgruppe Evolutionsökologie, war.
Zu seinen Forschungsprojekten zählen unter anderen die Evolutionsgenetik von pflanzenfressenden Insekten auf den Galapagosinseln, der Einfluss der Schwermetallverschmutzung auf die Wechselwirkungen zwischen Pflanzen und Pflanzenfressern sowie eine systematische Studie über die Gattung Phyllotetra (Coleoptera: Chrysomelidae: Alticinae) in Westeuropa.
1977 war er neben Walter N. Verheyen, Frits De Vree und Erik Van der Straeten Co-Autor am Werk Practicum dierkunde.
Hulselmans ist Mitglied der Koninklijke Belgische Vereniging voor Dierkunde, der Societas Europaea Herpetologica, der Deutschen Gesellschaft für Herpetologie und Terrarienkunde und der International Biometric Society.

## Erstbeschreibungen von Jan L. J. Hulselmans
- Conraua derooi Hulselmans, 1972
- Sclerophrys djohongensis (Hulselmans, 1977)

- Lophuromys huttereri W. Verheyen, Colyn & Hulselmans, 1996
- Lophuromys roseveari W. Verheyen, Hulselmans, Colyn & Hutterer, 1997
- Lophuromys dieterleni W. Verheyen, Hulselmans, Colyn & Hutterer, 1997
- Lophuromys angolensis W. Verheyen, Dierckx & Hulselmans, 2000
- Lophuromys dudui W. Verheyen, Hulselmans, Dierckx & E. Verheyen, 2002
- Lophuromys verhageni W. Verheyen, Hulselmans, Dierckx & E. Verheyen, 2002
- Dasymys cabrali W. Verheyen, Hulselmans, Dierckx, Colyn, Leirs & E. Verheyen, 2003
- Dasymys rwandae W. Verheyen, Hulselmans, Dierckx, Colyn, Leirs & E. Verheyen, 2003
- Dasymys sua W. Verheyen, Hulselmans, Dierckx, Colyn, Leirs & E. Verheyen, 2003
- Lophuromys chercherensis Lavrenchenko, W. N. Verheyen, E. Verheyen, J. Hulselmans & Leirs, 2007
- Lophuromys kilonzoi W. N. Verheyen, J. L. J. Hulselmans, Dierckx, Mulungu, Leirs, Corti & E. Verheyen, 2007
- Lophuromys machangui W. N. Verheyen, J. L. J. Hulselmans, Dierckx, Mulungu, Leirs, Corti & E. Verheyen, 2007
- Lophuromys makundii W. N. Verheyen, J. L. J. Hulselmans, Dierckx, Mulungu, Leirs, Corti & E. Verheyen, 2007
- Lophuromys menageshae Lavrenchenko, W. N. Verheyen, E. Verheyen, J. Hulselmans & Leirs, 2007
- Lophuromys pseudosikapusi Lavrenchenko, W. N. Verheyen, E. Verheyen, J. Hulselmans & Leirs, 2007
- Lophuromys sabunii W. N. Verheyen, J. L. J. Hulselmans, Dierckx, Mulungu, Leirs, Corti & E. Verheyen, 2007
- Lophuromys stanleyi W. N. Verheyen, J. L. J. Hulselmans, Dierckx, Mulungu, Leirs, Corti & E. Verheyen, 2007
- Philantomba walteri Colyn, Hulselmans, Sonet, Oudé, de Winter, Natta, Nagy & Verheyen, 2010
- Acomys muzei Verheyen, Hulselmans, Wendelen, Leirs, Corti, Backeljau & Verheyen, 2011
- Acomys ngurui Verheyen, Hulselmans, Wendelen, Leirs, Corti, Backeljau & Verheyen, 2011